# Sankt Peter-Freienstein
Sankt Peter-Freienstein osztrák mezőváros Stájerország Leobeni járásában. 2017 januárjában 2365 lakosa volt.    

## Elhelyezkedése

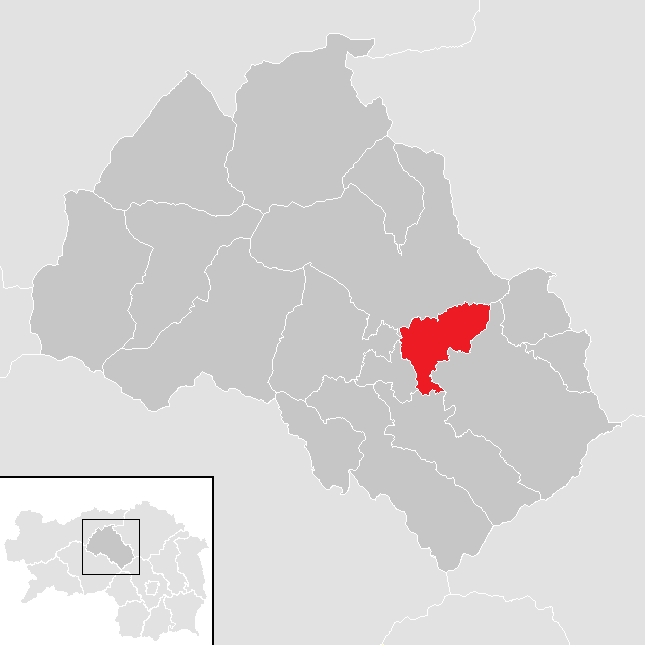
Sankt Peter-Freienstein a Leobeni járásban

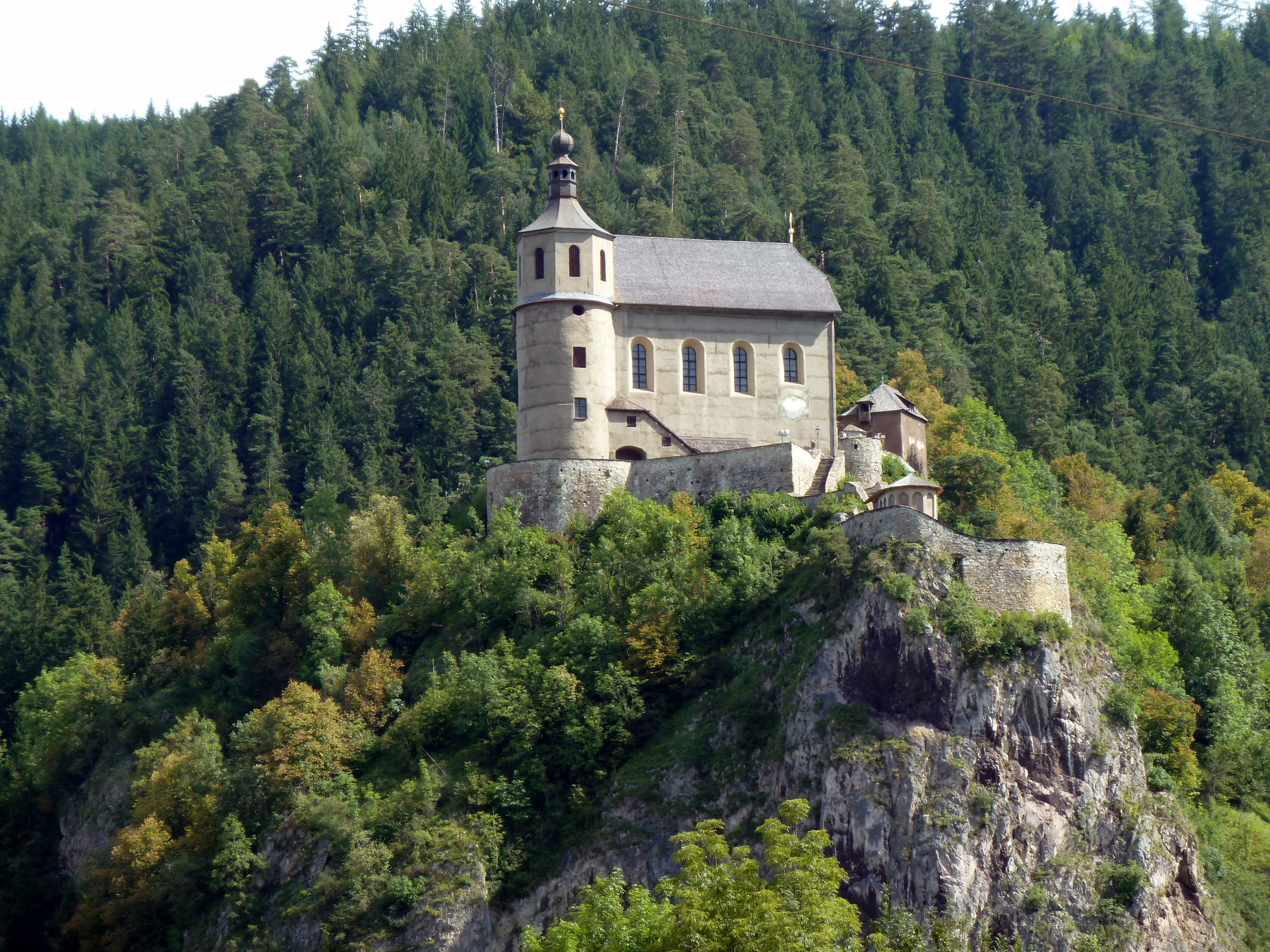
A Mária hét fájdalma-templom

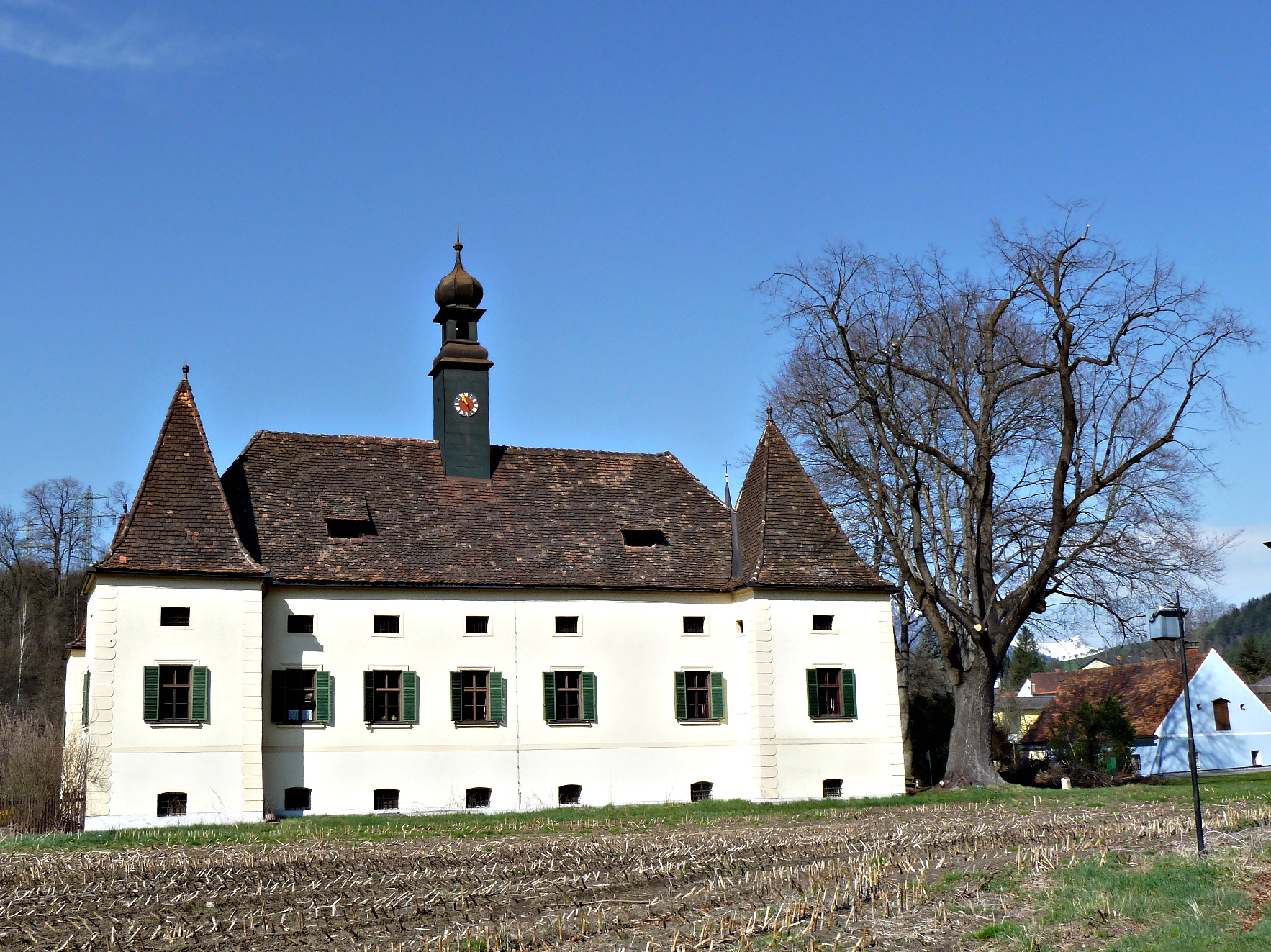
A Friedhofen-kastély

Sankt Peter-Freienstein Felső-Stájerországban fekszik, az Eisenerzi-Alpok délkeleti részén, a Vordernbergerbach (a Mura bal mellékfolyója) mentén. Az önkormányzat 4 települést egyesít, valamennyit a saját katasztrális községében: Hessenberg (809 lakos), Sankt Peter-Freienstein (1108), Tollinggraben (75) és Traidersberg (426).
A környező önkormányzatok: északra Trofaiach, délkeletre Leoben, délre Sankt Michael in Obersteiermark, délnyugatra Traboch, nyugatra Kammern im Liesingtal.

## Története
A önkormányzat neve nem két különálló település egyesüléséből származik, hanem St. Peteréhez hozzáfűzték annak az uradalomnak a nevét, amelyhez korábban tartozott.
A település területe legalább i.e. 800 óta lakott, amikor az urnamezős kultúra népei laktak a térségben. I.sz. 600 körül szlávok telepedtek meg, akik a régiót Ljubinának nevezték. A 8. században A Frank Birodalom vonta fennhatósága alá a területet, 900 körül pedig megkezdődött a bajorok betelepülése. Ó-Freienstein várát 1140-ben említik először, St. Petert pedig 1160-ban. Traidersberg 1293-ban szerepel először a dokumentumokban. A St. Peteri egyházközség 1445-ben válik önállóvá a trofaiachi plébániától.
1830-ban megkezdődött a szénbányászat a Tollinggrabenen (a bányát 1921-ben zárták be). 1872-ben megépült a Vordernberget Leobennel összekötő vasút, amely érintette St. Petert is. A település 1874-ben kapott saját postahivatalt, 1893-ban pedig tűzoltóállomást.
Sankt Peter-Freiensteint 2000-ben emelték mezővárosi rangra. 

## Lakosság
A Sankt Peter-Freienstein-i önkormányzat területén 2017 januárjában 2365 fő élt. A lakosságszám 1971-ben érte el csúcspontját (akkor 2927 fő), azóta csökkenő tendenciát mutat. 2015-ben a helybeliek 95,3%-a volt osztrák állampolgár; a külföldiek közül 1,1% a régi (2004 előtti), 2% az új EU-tagállamokból érkezett. 2001-ben a lakosok 67,5%-a római katolikusnak, 10,3% evangélikusnak, 20,7% pedig felekezet nélkülinek vallotta magát. Ugyanekkor 11 magyar (0,4%) élt a mezővárosban.

## Látnivalók

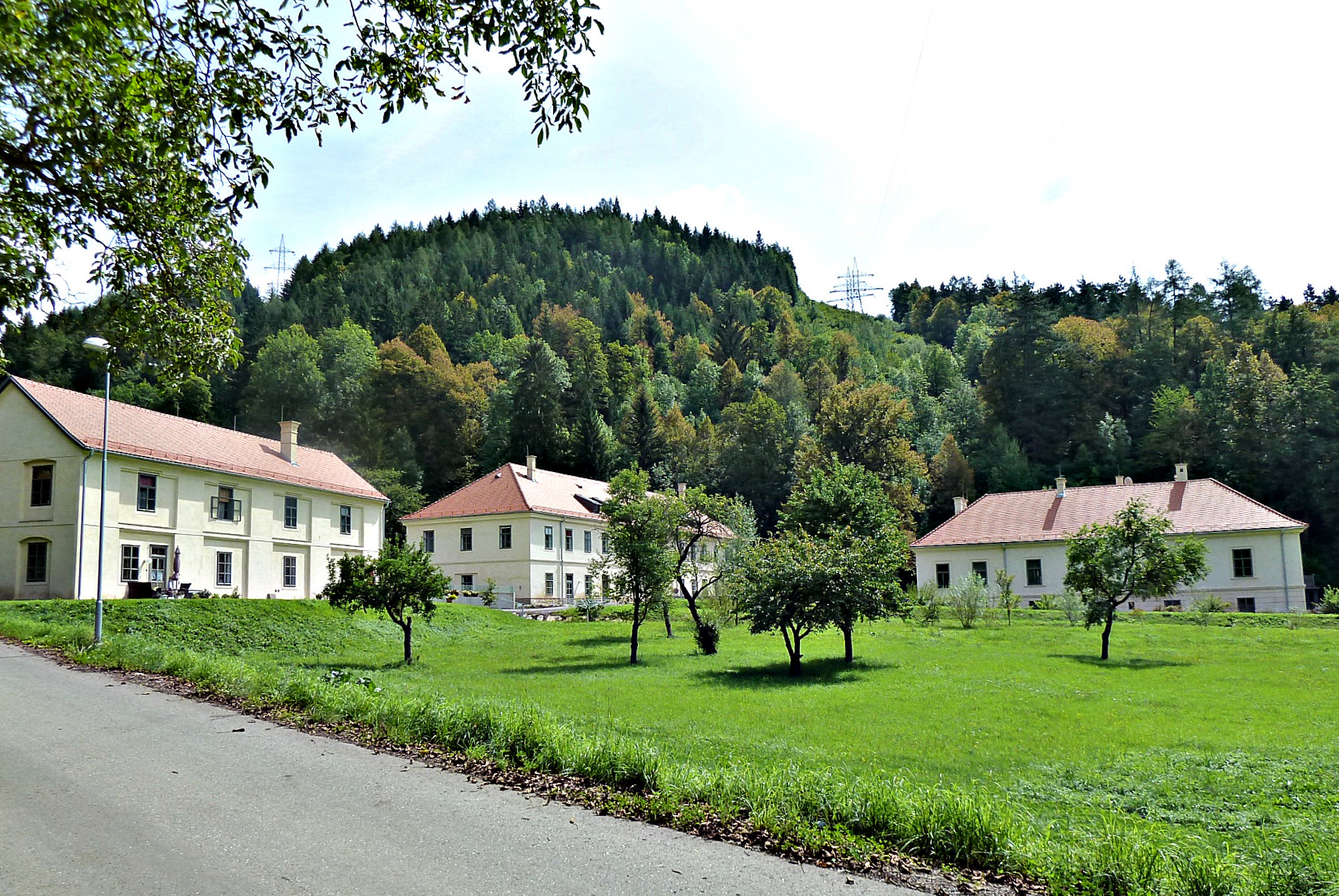
A Freienstein-kastély

- Freienstein kastélya 1635-ben kapta a nevét, amikor a korábbi Velnhof nemesi kúriát átnevezték a romba dőlt Freienstein várának mintájára. Az épület 1652-ben a leobeni jezsuiták kezére került, akik kibővítették és innen irányították helyi birtokaikat. A rend 1773-as betiltása után a kastély az államé lett, majd különböző nemesi családok birtokolták. 2000 után bérlakásokat rendeztek be benne.
- a Friedhofen-kastélyt 1530-ban vásárolta meg Siegmund von Herberstein. 1856-ban a leobeni Anton Kremplhez került, és ma is leszármazottai tulajdonában van.
- a Szt. Péter-plébániatemplom
- a Szűz Mária hét fájdalma-templomot 1662-ben építették a leobeni jezsuiták a korábbi freiensteini vár helyén egy sziklára.
- a 19. századi mészkőőrlő ipartörténeti emlék

## Testvértelepülések
- Hédervár, Magyarország
- Lipót, Magyarország

## Fordítás
- Ez a szócikk részben vagy egészben  a   Sankt Peter-Freienstein című német Wikipédia-szócikk ezen változatának fordításán alapul.  Az eredeti cikk szerkesztőit annak laptörténete sorolja fel. Ez a jelzés csupán a megfogalmazás eredetét és a szerzői jogokat jelzi, nem szolgál a cikkben szereplő információk forrásmegjelöléseként.